# ウォーレン・クラーク
ウォーレン・クラーク（Warren Clarke、1947年4月26日 - 2014年11月12日）は、イギリスの俳優。

## 出演作品
- アガサ・クリスティー ミス・マープル4 「なぜ、エヴァンズに頼まなかったのか?」（ピータース警視長）
- レッド・ライディング I ：1974
- レッド・ライディング II ：1980
- レッド・ライディング III ：1983
- ブリーク・ハウス
- シャンプー台のむこうに（市長トニー）
- グリーンフィンガーズ
- ダルジール警視（アンドリュー・ダルジール）
- ザ・フーリガン
- クルーソー
- 農場の死（エドガー・ギャレット）
- ヒトラーＳＳ／アドルフの肖像
- コールド・ルーム
- スパイ・エース
- エニグマ奇襲指令／ベルリン暗殺データバンクを強奪せよ!
- ファイヤーフォックス（ウペンスコイ）
- あらし
- ホーク・ザ・スレイヤー／魔宮の覇者
- 史上空前の大金庫破り!
- 時計じかけのオレンジ（ディム）